# Staphylococcaceae
Staphylococcaceae es una familia de bacterias Gram positiva que incluyen el género Staphylococcus, notable por incluir varios patógenos importantes en la medicina.